# Djalma Santos
Djalma dos Santos (ur. 27 lutego 1929 w São Paulo, zm. 23 lipca 2013 w Uberabie) – brazylijski piłkarz, prawy obrońca.

## Kariera
Jeden z najwybitniejszych piłkarzy w historii futbolu brazylijskiego, który w reprezentacji tego kraju rozegrał 98 meczów. Czterokrotnie wystąpił w finałach mistrzostw świata (1954, 1958, 1962 i 1966), w tym dwukrotnie zdobył mistrzostwo świata (w 1958 i 1962). W finałach mistrzostw świata rozegrał 12 meczów i zdobył 1 bramkę (z Węgrami w 1954). Podczas mistrzostw w 1966 roku mając 37 lat był najstarszym piłkarzem brazylijskim w dziejach finałów mistrzostw świata oraz w ogóle najstarszym uczestnikiem tego turnieju.
Trzykrotnie wytypowany do Zespołu Gwiazd (1954-1962).
Wychowanek klubu Parade Inglesa, od 1948 roku w klubie Portuguesa, a od 1959 w SE Palmeiras. Ostatni okres kariery piłkarskiej w latach 1968–1971 spędził w klubie Athletico Paranaense. Po zakończeniu kariery piłkarskiej został trenerem.
Został uwzględniony przez Pelégo w FIFA 100 w marcu 2004.